# Neolamprologus olivaceous
Neolamprologus olivaceous – słodkowodna ryba z rodziny pielęgnicowatych (Cichlidae). Hodowana w akwariach. W bazie Catalog of Fishes takson ten jest synonimizowany z Neolamprologus pulcher.

## Występowanie
Endemit jeziora Tanganika w Afryce.